# Comté de Jackson (Minnesota)
Pour les articles homonymes, voir Jackson et Comté de Jackson.
Le comté de Jackson est situé dans l’État du Minnesota, aux États-Unis. Il comptait 11 268 habitants en 2000. Son siège est Jackson.